# Ludwig Kaas
Pour les articles homonymes, voir Kaas.
Ludwig Kaas (23 mai 1881 – 15 avril 1952) est un prêtre catholique et homme politique allemand influent sous la République de Weimar.

## Début de carrière
Né à Trèves, Kaas fut ordonné prêtre en 1906 et étudia l'histoire et le droit canon à Trèves et à Rome. En 1910, il fut nommé recteur d'un orphelinat et d'un pensionnat près de Coblence. En 1916, il publia le livre Juridiction ecclésiastique dans l'Église catholique en Prusse, qui montra son expertise dans l'histoire de l'Église, le droit canon et son intérêt pour la politique. En 1918, l'archevêque de Trèves Michael Felix Korum (en)  le nomma professeur de droit canon au séminaire de Trèves.

## Entrée en politique
Affecté par la révolution, l'abbé Kaas décida aussi de s'engager dans la politique et rejoignit le Zentrum. En 1919, il fut élu à l'Assemblée nationale et en 1920 au Reichstag, dont il resta membre jusqu'en 1933. Il fut aussi élu au conseil d'État prussien représentant les provinces de Prusse. En tant que parlementaire, l'abbé Ludwig Kaas se spécialisa en politique étrangère. De 1926 à 1930, il fut délégué allemand à la Société des Nations.
Kaas se considérait comme un « patriote rhénan » et préconisait la création d'un État de Rhénanie dans le cadre du Reich allemand. En 1923, année de crise, il combattit – comme Konrad Adenauer, alors maire de Cologne – les séparatistes qui voulaient séparer la Rhénanie de l'Allemagne. En dépit de l'occupation française, il rechercha la réconciliation avec la France et exprima ce désir dans un discours célèbre du 5 décembre 1923 au Reichstag.
En dépit de réserves personnelles envers les sociaux-démocrates, il développa des relations cordiales avec le président Ebert et salua volontiers les réussites du SPD après 1918. Kaas soutint la politique de réconciliation du ministre des affaires étrangères Gustav Stresemann et dénonça l'agitation nationaliste contre cette politique - agitation qu'il considéra comme irresponsable.

## Conseiller du nonce Pacelli
En 1920, Eugenio Pacelli, nonce du pape en Bavière, fut aussi nommé nonce en Allemagne. Dans la perspective de cette nouvelle fonction, il demanda au cardinal Bertram de Breslau, d'envoyer des experts qui pourraient servir de liens entre le nonce à Munich et les évêques de Prusse. Adolf Bertram proposa Kaas qui, dans son travail académique, avait développé un certain intérêt pour l'étude des relations entre l'Église et l'État.
L'abbé Ludwig Kaas consacrait beaucoup d'énergie à son travail de professeur, de parlementaire et de conseiller du nonce. Bien qu'il essayât de se convaincre que sa première obligation était sa propre paroisse, c'est son poste académique qui prenait toujours le dessus. En 1922, il était prêt à abandonner sa chaire, mais le cardinal Bertram et Eugenio Pacelli insistèrent pour qu'il reste jusqu'à ce qu'il obtienne un poste sûr dans le diocèse, qui n'entraverait pas ses autres engagements. Le cardinal Bertram, suivant les souhaits du nonce, proposa au nouvel évêque de Trèves, Franz Rudolf Bornewasser (de), de nommer Kaas chanoine de la cathédrale, mais l'évêque refusa. Kaas, en colère, annonça qu'il abandonnerait tous ses autres engagements et se concentra sur son travail académique, mais finalement il se réconcilia avec Franz Rudolf Bornewasser. Le 1er avril 1924, l'abbé Ludwig Kaas fut nommé chanoine au chapitre de la cathédrale.
Franz Rudolf Bornewasser avait autorisé le chanoine Kaas à garder son siège parlementaire jusqu'en septembre 1924, mais il s'attendait à ce qu'il démissionne ensuite et se concentre sur son travail administratif et académique dans le diocèse. Cependant, comme Eugenio Pacelli demandait à l'évêque de ne pas insister là-dessus, car cela pourrait "entraver substantiellement le travail d'influence engagé jusque-là par le père Kaas et porter préjudice à une représentation efficace des intérêts ecclésiastiques d'une façon déplorable". Franz Rudolf Bornewasser, bien que légalement dans une position forte, céda à ces considérations d'opportunisme et ne renouvela pas sa demande. La même année, le chanoine Kaas démissionna de sa chaire académique.
En 1925, comme Eugenio Pacelli était aussi nommé nonce en Prusse et emménageait dans son bureau de Berlin, la coopération entre Kaas et lui devint plus étroite. De cet engagement naquit une amitié certes formelle, mais aussi proche et durable, qui resta l'un des éléments de base dans la vie du chanoine Kaas. À ce poste, il contribua à la conclusion heureuse des négociations du concordat avec la Prusse en 1929.
Après ces événements, Eugenio Pacelli fut rappelé au Vatican pour être nommé cardinal secrétaire d'État. Pacelli demanda à Kaas, qui l'avait accompagné dans son voyage, de rester à Rome, mais il déclina cette proposition à cause de ses devoirs ecclésiastiques et politiques en Allemagne. Quoi qu'il en soit, il se rendit fréquemment à Rome, où il s'entretenait avec Eugenio Pacelli, et en 1931 et 1932 continua comme conseiller dans les négociations pour un concordat qui cependant ne déboucha pas.

## Chef de parti politique
En septembre 1928, Kaas fut élu chef du parti du Centre, en vue de servir de médiateur entre les différents courants du parti et pour renforcer leurs liens avec les évêques.
Ludwig Kaas soutint loyalement la direction de Heinrich Brüning au sein du parti, jusqu'en 1930. En 1932, il fit campagne pour la réélection de Hindenburg, le qualifiant de « personnalité historique vénérée » et de « gardien de la constitution ». Comme ses fréquents déplacements au Vatican entravaient son travail de chef de parti, Kaas était prêt à céder la direction du parti à Brüning, que Hindenburg avait renvoyé en mai, mais l'ancien chancelier refusa et demanda au chanoine de rester.
Kaas et Brüning dirigèrent le Parti du Centre, en s'opposant au nouveau chancelier, Franz von Papen, renégat du parti, que Kaas appelait avec ses proches les "Ephialtes du Parti du Centre". Kaas essaya de rétablir un travail parlementaire en coopération avec les nationaux-socialistes.
Quand Adolf Hitler devint chancelier le 30 janvier 1933, grâce à une coalition entre le NSDAP, le DNVP et des conservateurs indépendants qui excluait le Parti du Centre, Kaas se sentit trahi. Dans la campagne des élections du 5 mars, Kaas s'opposa vigoureusement au nouveau gouvernement.
Durant cette même campagne, l'incendie du Reichstag (nuit du 27 au 28 février 1933) avait été présenté comme fomenté par les communistes. Après les élections, une fois que les partis de gouvernement eurent réussi à atteindre la majorité, Kaas rendit visite à son adversaire le vice-chancelier von Papen, lui proposant de mettre fin à leurs anciennes querelles. Il devint quelques jours plus tard à partir du 15 mars, le principal partisan du soutien à la loi des pleins pouvoirs de l'administration de Hitler, en échange de certaines garanties constitutionnelles et ecclésiastiques. Hitler répondit favorablement via von Papen. Ces pourparlers se situaient dans le contexte de la propagande organisée par Joseph Goebbels le 21 mars, appelée journée de Potsdam. Le 21 et le 22 mars, le leader du Zentrum négocia avec Hitler les conditions et obtint l'accord. Le gouvernement promit d'envoyer une lettre, dans laquelle Hitler devait confirmer l'accord par écrit, mais celle-ci ne fut jamais envoyée.
Kaas – aussi bien que les autres leaders de partis – était conscient de la nature douteuse d'éventuelles garanties, et, lorsque le groupe du Centre se réunit le 23 mars pour décider de son vote, il conseilla encore à ses camarades de parti de soutenir le projet de loi, étant donné l'« état précaire du groupe », déclarant : « D'un côté nous devons préserver notre âme, mais d'un autre côté le rejet de la loi des pleins pouvoirs se traduirait par des conséquences désagréables pour le groupe et le parti. Il ne nous reste plus qu'à nous préserver contre le pire. Dans l'hypothèse où une majorité des deux tiers ne serait pas obtenue, les plans du gouvernement seraient exécutés par d'autres moyens. Le président a donné son accord à la loi des pleins pouvoirs. Il n'y pas d'espoir de rétablir la situation du côté du DNVP ».
Une fraction importante des parlementaires du groupe s'opposa cependant aux prises de position du chef de parti, dans laquelle on trouvait les anciens chanceliers Brüning et Wirth et l'ancien ministre Stegerwald. Brüning appela cette loi de "résolution la plus monstrueuse jamais demandée par un parlement", et était aussi sceptique sur les efforts de Kaas : « Le parti a des années difficiles devant lui, quelles que soient ses décisions. Les garanties pour que le gouvernement tienne ses promesses n'ont pas été données. Sans l'ombre d'un doute, l'avenir du Parti du Centre est en danger, et dès qu'il sera dissous, il ne pourra pas renaître ».
Les adversaires avancèrent aussi que la doctrine sociale de l'Église excluait la participation à un acte de révolution. Les tenants de la loi répondirent cependant qu'une "révolution nationale" s'était déjà produite avec la nomination de Hitler et le décret présidentiel suspendant les droits fondamentaux, et que la loi des pleins pouvoirs maintiendrait la puissance révolutionnaire dans certaines limites en ramenant le gouvernement à l'ordre légal. Les deux camps n'étaient pas insensibles à l'image que se donnait Hitler d'un modéré cherchant la coopération, qu'il avait donnée pendant la journée de Potsdam le 21 mars, en opposition au Sturmabteilung plus révolutionnaire mené par Ernst Röhm. Même Brüning pensait qu'il était « décisif de savoir quels groupes du NSDAP seront au pouvoir dans l'avenir. Est-ce que ce sera l'accroissement du pouvoir de Hitler ou bien est-ce qu'il échouera, voilà la question ».
Finalement la majorité des parlementaires du Centre apporta son soutien aux propositions de Kaas. Brüning et ses compagnons acceptèrent de respecter la discipline du parti en votant aussi en faveur du projet de loi.
Le 23 mars, le Reichstag se réunit à midi dans des circonstances dramatiques. Des hommes des SA gardaient la salle, pendant que d'autres s'étaient rassemblés à l'extérieur du bâtiment, pour intimider toute tentative d'opposition. Le discours d'Hitler, qui soulignait l'importance du christianisme dans la culture allemande, avait pour but d'apaiser les susceptibilités du Parti du Centre et intégra presque textuellement les garanties demandées par Kaas. Kaas fit un discours, exprimant le soutien du Centre pour le projet de loi au milieu de "préoccupations laissées de côté", tandis que Brüning resta notoirement silencieux. Lorsque le parlement se réunit de nouveau dans la soirée, tous les partis sauf les sociaux-démocrates, représentés par leur chef Otto Wels, votèrent en faveur de la loi des pleins pouvoirs. Ce vote fut une étape majeure vers l'institution de la dictature d'Adolf Hitler, et on s'en souvient comme le premier exemple d'une démocratie qui vote pour sa propre fin.
En raison des demandes de Kaas de garanties et à cause de son implication ultérieure dans les négociations du concordat avec le Reich, on prétend quelquefois que le consentement de Kaas faisait partie d'un quiproquo d'intérêts entre le Saint-Siège et le nouveau régime. Ses actions auraient aussi bien pu être influencées par des réflexions sur la manière de prolonger et de protéger les intérêts de l'Église et sur la manière d'atteindre l'objectif longuement désiré d'un concordat de niveau national, dont on avait encore plus besoin étant donné la position anticatholique du NSDAP. Si l'implication du Saint-Siège n'est pas évidente, le contraire semble fort probable et rejoint le point de vue développé par Guenter Lewy: L. Kaas est parti pour le Vatican après avoir 1/ fait voter aux députés du Zentrum les pleins pouvoirs, 2/assisté le cardinal Pacelli dans la négociation finale du concordat, en particulier l'article 32 relatif au clergé et la clause secrète, 3/ sabordé son  parti.[réf. nécessaire]
Kaas avait prévu de voyager vers Rome depuis le début de l'année, pour discuter d'un conflit sur Eupen et Malmedy, qui étaient auparavant rattachées à l'Allemagne et appartenaient maintenant à la Belgique, où des prêtres avaient été arrêtés. Ce voyage avait été reporté à cause des événements politiques - d'abord la nomination de Hitler, ensuite les élections de mars, ensuite la loi des pleins pouvoirs -, mais le 24 mars, un jour après la décision, Kaas parvint finalement à partir pour Rome. Pendant ce séjour, Kaas expliqua à Pacelli le raisonnement du Centre de consentir à la loi des pleins pouvoirs. Le 30 mars, il fut rappelé en Allemagne pour prendre part aux sessions dans le groupe de travail, qui avait été promis pendant les négociations de la loi des pleins pouvoirs. Ce groupe de travail était animé par Hitler et Kaas et était supposé informer sur des mesures législatives ultérieures, mais il se réunit seulement trois fois : le 31 mars, le 2 avril (suivi par une conversation privée entre Kaas et Hitler) et le 7 avril. Le 5 avril, Kaas rendit aussi compte au ministère des affaires étrangères de sa conversation dans l'affaire Eupen-Malmedy.

## Kaas et le concordat avec le Reich
Le 7 avril, directement après la troisième réunion du groupe de travail, Kaas quitta une fois de plus Berlin et se dirigea vers Rome. Le jour suivant, après avoir changé de train à Munich, le prélat parvint à rencontrer le vice-chancelier Papen dans la voiture-restaurant. Papen allait officiellement en vacances de sports d'hiver en Italie, mais sa destination réelle était la Cité du Vatican, où il devait proposer un concordat avec le Reich de la part de son gouvernement. Kaas et Papen voyagèrent ensemble et eurent des discussions sur ce sujet dans le train. Après son arrivée à Rome, Kaas fut d'abord reçu par Pacelli le 9 avril. Un jour plus tard, Papen avait une réunion le matin avec Pacelli et présenta la proposition de Hitler. En conséquence, le cardinal Pacelli dépêcha Kaas, qui était connu pour son expertise dans les relations entre l'Église et l'État, pour négocier le projet de concordat avec Papen.
Ces négociations prolongèrent aussi son séjour à Rome, et le cours des événements l'amena à ne plus reposer le pied sur le sol de l'Allemagne. Le 5 mai, Kaas démissionna de son poste de chef de parti, et la pression du gouvernement allemand le força à se retirer d'une participation visible dans les négociations du concordat. Bien que le Vatican essayât d'empêcher que le clergé et les organisations catholiques soient exclus de la politique, il dut finalement accepter la restriction au domaine religieux et charitable. Même Avant même que les négociations romaines ne soient conclues, le Parti du Centre céda à la pression croissante du gouvernement et prit la décision de se dissoudre le 6 juillet.
On prétendit que Pie XI considérait Hitler comme un rempart contre le communisme, et pour cette raison signa le concordat avec le Reich, à travers lequel Hitler gagna une respectabilité internationale. D'un autre côté, on avança l'argument que le pape se trouvait devant l'alternative de signer un concordat ou de subir un autre Kulturkampf. Plus tard, le concordat fut la base de plaintes sur les mesures du Troisième Reich contre l'Église et régula à partir de ce jour les relations entre l'Église catholique romaine et l'État allemand.
La conduite de Kaas fut aussi controversée parmi ses camarades de parti, qui voyaient son voyage soudain et durable vers Rome comme une défection et son implication dans les négociations du concordat comme une trahison au parti. Un bon exemple de ce point de vue est Heinrich Brüning, qui dénonça Kaas dans ses mémoires écrits en exil et qui ne sont pas contestés par les historiens.

## Suite du séjour de Kaas à Rome
Kaas, qui avait joué un rôle clé dans les négociations du concordat, espérait diriger un bureau d'information consacré à l'Allemagne. Cependant, le cardinal Bertram considéra que Kaas n'était pas l'homme de la situation, étant donné son passé politique, et en conséquence intervint à Rome pour proposer d'élever Kaas à un poste honorifique sans responsabilités. Kaas fut donc nommé notaire papal le 20 mars 1934 et chanoine de la cathédrale Saint-Pierre de Trèves le 6 avril 1935. Aussitôt Hitler tenta de se venger de Kaas en poussant le diocèse de Trèves à enlever à Kaas ses fonctions de chanoine dans le chapitre de la cathédrale de Trèves.
En exil à Rome, Kaas souffrit du mal du pays et du rejet de ses camarades de parti et de l'épiscopat allemand. Le 20 août 1936, Kaas fut nommé économe et secrétaire de la Sainte Congrégation de la fabrique de la basilique Saint-Pierre.
Plus tard en 1939, après le déclenchement de la Seconde Guerre mondiale, Kaas fut l'une des figures clés des échanges du Vatican, durant lesquels les cercles Widerstand de l'armée allemande essayèrent de négocier avec les Alliés à travers la médiation du pape. Josef Müller, juriste bavarois, devait se rendre de Berlin à Rome avec des instructions de Hans Oster ou Hans von Dohnanyi et discuter avec Kaas ou le père Robert Leiber, en vue d'éviter un contact direct entre Müller et le pape. Ces échanges reprirent en 1943 après la conférence de Casablanca, mais ne parvinrent à aucun résultat.
Ludwig Kaas mourut à Rome en 1952.